# 蕭授
蕭 授（しょう じゅ、生年不詳 - 1445年）は、明代の軍人。本貫は岳州府華容県。

## 生涯
1399年（建文元年）、千戸から燕王朱棣の起兵に従った。都指揮同知に進んだ。1418年（永楽16年）、右軍都督僉事に抜擢され、総兵官として、湖広に駐屯した。1420年（永楽18年）、湖広鎮渓千戸の苗族が反乱を起こすと、蕭授はこれを鎮圧した。のちに貴州総兵官に転じた。
1426年（宣徳元年）、鎮遠府邛水長官司で苗族の銀総が反乱を起こした。指揮の祝貴が説得に赴いたが、殺害された。蕭授は都指揮の張名を派遣して銀総の軍を撃破し、銀総を斬った。貴州宣慰使司は乖西・巴香の諸峒寨を管轄しており、山深いところに諸民族が雑居していた。昆阻比の諸寨は険阻な地勢をたのんで賦を納めようとしなかった。1427年（宣徳2年）、蕭授は都指揮の蘇保を派遣して宣慰の宋斌と合流させ、昆阻比の寨を攻め破った。追撃して、王を称する者以下数百人を斬った。乖西の諸民族はみな恐れて帰順した。
水西の少数民族の阿閉妨宜が反乱を起こしたため、蕭授は周辺の寨の首長と結んで、一計を案じて阿閉妨宜を殺害した。西堡の少数民族の阿骨らが寨底・豊寧・清平・平越・普安の苗族たちと合流して反乱を起こし、四川筠連県の少数民族たちもこれに呼応した。蕭授は討捕と説得を繰り返し、前後して諸民族を帰順させた。豊寧の首長の稔悪を捕らえると、首枷をつけて北京に護送し、処刑した。1432年（宣徳7年）、安隆の首長の岑俊を説得して降伏させた。ほどなく辰州府の少数民族を討ち、その首長80人を捕らえ、多くを斬首した。兵を転じて江華の苗族を攻撃し、富川の山賊を討ち、前後してかれらを撃破し捕らえた。
先立って貴州の治古長官司と答意長官司の苗族がたびたび略奪に出ていた。蕭授は24か所の堡塁を築き、その地に環濠をめぐらし、兵を分けて守備させると、反乱軍は気ままな行動ができなくなった。苗族の首長の呉不爾が官軍の少ないのを見て、清浪を略奪し、官吏を殺した。蕭授は張名を派遣して呉不爾を撃破した。反乱軍が湖広の境に逃げ込み、辺境の苗族と結んで、勢力を再び伸張させた。蕭授は貴州・湖広・四川の軍を動員して分進して討捕にあたった。筸子坪に進軍し、呉不爾を殺害し、590人あまりを斬首し、反乱を全て鎮圧した。1434年（宣徳9年）、都勻の少数民族が反乱を起こし、広西の反乱軍を引き入れて侵入した。蕭授は指揮の陳原・顧勇を分遣して迎撃し、反乱の首領の韋万良らを捕らえ、合江蔡郎など50あまりの寨を降した。
1435年（宣徳10年）2月、蕭授は都督同知となった。4月、貴州に駐屯したまま征蛮副将軍の印を佩くよう命じられた。英宗は蕭授の老齢に配慮して、都督僉事の呉亮に補佐させた。1436年（正統元年）、普定の少数民族の阿遅らが反乱を起こし、王を称して、周辺に進出した。蕭授は顧勇らを派遣してその根拠地を突き、撃破した。広西蒙顧の十六洞と湖広の逃亡民が集まって蜂起すると、蕭授は兵を率いてこれを包囲した。二度戦って、その首長を全て捕斬し、残党を殺害した。1437年（正統2年）、蕭授は右都督に進んだ。清浪と靖州の二衛に軍糧の備蓄を5万石ずつ増やすよう言上して、聞き入れられた。
1439年（正統4年）、貴州計砂の苗族の金蟲と総牌が洪江の生苗を糾合して反乱を起こし、統千侯と統万侯の号を立てた。蕭授は兵を率いて計砂を突き、都指揮の鄭通を分遣して三羊洞を攻め、馬曄に黄柏山を攻撃させ、反乱軍を撃破した。呉亮が蒲頭・洪江まで追撃して総牌を斬り、千戸の尹勝が金蟲を誘い出して斬ると、生苗たちはみな降伏した。論功により、蕭授は左都督に進んだ。この年の6月、北京に召還され、老齢のため致仕した。ほどなく右府の事務をみるために再び起用された。1445年（正統10年）、死去した。臨武伯に追封された。諡は靖襄といった。